# Астрид Линдгрен
Астрид Анна Емилия Линдгрен (на шведски: Astrid Anna Emilia Lindgren, родена с фамилията Ериксон (Ericsson), известна като Астрид Линдгрен, е шведска писателка, авторка на белетристика и на сценарии.
Тя е най-известна с няколко поредици от книги за деца, включващи „Пипи Дългото чорапче“, „Емил от Льонеберя“, „Карлсон, който живее на покрива“ и „Шестте деца на Бюлербю“ (на бълг. „Децата от Шумотевица“), както и с детските романи „Мили мой Мио“, „Роня, дъщерята на разбойника“ и „Братята с лъвски сърца“. Линдгрен е работила в редакцията за детска литература на издателство „Рабен и Сьогрен“ в Стокхолм и е авторка на повече от 30 книги за деца.
Първият роман за най-популярната ѝ героиня „Пипи Дългото чорапче“ е публикуван в Швеция през 1945 г., а в България – през 1968 г. Творбите ѝ са преведени на близо 70 езика и са издадени в повече от 100 страни. През 2017 г. е 18-ият най-превеждан автор в света. До 2010 г. е продала приблизително 167 милиона книги по целия свят.
През 1994 г. получава наградата Right Livelihood за „нейното уникално авторство, посветено на правата на децата и уважението към тяхната индивидуалност“. Нейното противопоставяне на телесното наказание на деца води до първия в света закон по въпроса през 1979 г., докато кампанията ѝ за хуманно отношение към животните води до нов закон, Лекс Линдгрен, навреме за нейния 80-ти рожден ден.

## Биография

### Семейство и ранни години
Астрид Анна Емилия Ериксон е родена на 14 ноември 1907 г. в град Вимербю в историческата провинция Смоланд, Южна Швеция. Тя е второто дете в семейството на Самуел Аугуст Ериксон (1875 – 1969) и съпругата му Йохана (Хана) София Йонсон (1879 – 1961), и двамата родом от близките села. Има един по-голям брат, Гунар (1906 – 1974), и две по-малки сестри, Хана Ингрид Стина (1911 – 2002) и Ингегерд Брита Саломе (1916 – 1997). Баща ѝ стопанисва под наем енорийска земя, а по-късно работи за общината. Майка ѝ се омъжва млада и няма професионална квалификация, но мечтае да стане учителка. Астрид Линдгрен описва любовната история на родителите си в книгата си от 1975 г. Samuel August från Sevedstorp och Hanna i Hult. Баща ѝ е истински разказвач на истории и Астрид обожава да слуша историите му за пакости, на които се е натъквал като дете. Много години по-късно историите му продължават да живеят в книгите за „Емил от Льонеберя“. Той е забавен, нежен баща, пълен с любов, а за дисциплината на децата отговаря съпругата му, по-резервирана и стриктна. Братът на Астрид Гунар Ериксон става депутат в шведския парламент като член на Фермерската партия и е автор на поличитески сатири, сестра ѝ Стина Хергин (по мъж) – преводачка, а другата ѝ сестра Ингегерд Линдстрьом (по мъж) – журналистка. Всички те поддържат тесни връзки до края на живота си.
Бъдещата писателка израства в Нес близо до Вимербю, в стара червена къща, заобиколена от ябълкови дръвчета, в която прекарва щастливо детство. Семейният климат, който авторката често описва, е много спокоен. Щастливото и безгрижно детство е основният източник на вдъхновение за книгите ѝ. Природата е важна за Астрид Линдгрен и няколко от нейните литературни есета се коренят в силната ѝ връзка със силата на природата, като „Finns det olika träd?“
От ранна възраст обича да чете (изчита всички книги в училищната библиотека) и от тогава се развива и желанието ѝ да разказва истории и да пише. На 13 г. успява да публикува есето си „В нашата ферма“ в местния вестник „Вимербю Тидинг“.

### Младежки години
Ако детството на Астрид Линдгрен е много щастливо, то нейното юношество е по-мрачно. „Тийнейджърските ми години бяха само съществуване, плоски и безжизнени, често бях меланхолична. И си мислех, както мнозина мислят, че съм толкова грозна, и че никога яма да се влюбя. Всички останали винаги са били влюбени...“ Но нейното юношество е и време на развитие и бунт. Тя присъства на всяка една театрална постановка или филм, давани във Вимербю. Освен това обича да танцува – както на традиционна музика, така и на новата популярна джаз музика. Астрид е първата жена в градчето, която подстригва косата си късо. Това предизвиква голямо вълнение, като хората, които я срещат на улицата, я молят да свали шапката си, за да я видят.
След като завършва училище, 16-годишната Астрид е наета в местния вестник „Вимербю Тидинг“. Тя е коректор, пише малки статии и кратки репортажи. Главният редактор на вестника Райнхолд Бломберг – баща на седем деца в развод, бързо забелязва таланта ѝ. През пролетта на 1926 г. Астрид разбира, че е бременна от него. За да избегне клюките и скандала, младата жена е принудена да се премести в столицата Стокхолм.

### Живот в Стокхолм
Първите ѝ години в шведската столица са множо тежки и самотни. Астрид започва да учи за секретарка в частния Институт „Бар-Лок“. На 4 декември 1926 г. ражда сина си Ларс („Ласе“) в болница ‘Rigshospitalet’ в датската столица Копенхаген – единствената болница, в която не е нужно да посочиш името на бащата. Принудена е да остави детето на приемно семейство в Брьоншой близо до Копенхаген и да се върне в Стокхолм, за да продължи обучението си.
Получава първата си секретарска работа през 1927 г. в радио отдела на Svenska Bokhandelcentralen, където отговаря на оплаквания от клиенти. Живее много скромно и успява да оцелее благодарение на кошниците с храна, които семейството ѝ изпраща.
През 1928 г. Астрид получава работа в Кралския автомобилен клуб, където неин началник е Стуре Линдгрен. Тя пътува до Копенхаген на всеки три месеца и често пише писма до сина си. По това време категорично скъсва с бащата на детето. През декември 1929 г. приемната му майка е приета в болница със сърдечни проблеми. През януари Астрид довежда в Стокхолм 3-годишния си син. По това време той говори само датски и смята приемното си семейство за свое. След няколко месеца заедно с майка си в стаята ѝ под наем и малко повече от година живот с баба и дядо си във фермата им, Ласе най-накрая се събира с Астрид завинаги, когато тя се омъжва за Стуре Линдгрен, чието фамилно име той взима. Ласе учи за инженер, но по-късно работи за компанията „Tre Lindgren AB“, която управлява правата върху театралните и филмови сценарии на Астрид Линдгрен. Има има три деца (едно от които – от първия му брак). Умира в Стокхолм през 1986 г.

### Брак със Стуре Линдгрен
В Стокхолм Астрид е ухажвана от шефа ѝ Стуре Линдгрен (1898 – 1952), който се влюбва в нея и иска развод от жена си. На Великден 1931 г. двамата сключват брак и се преместват в едностаен апартамент на улица Vulcanusgatan до метростанция St Eriksplan в Стокхолм. Синът на Астрид, Ласе, се премества при тях за постоянно и получава фамилното име „Линдгрен“. През 1940 г. Шведската автомобилна асоциация прави мъжа ѝ свой главен изпълнителен директор – позиция, която той заема до смъртта си. Стуре посвещава почти целия си трудов живот на автомобилния бизнес. Участва в много международни проекти и Астрид го придружава на няколко по-дълги пътувания. Той е мил човек с чувство за хумор, който обича да прекарва времето си в компанията на добри приятели в различни ресторанти в Стокхолм. След смъртта му Астрид никога повече не се омъжва.
През май 1934 г. се ражда дъщеря им Карин. След като завършва училище, тя учи езици и история на литературата в Стокхолмския университет и оттогава работи като литературна преводачка от английски, френски, немски, датски и норвежки на шведски. Пише и две книги за деца. През 1958 г.се омъжва за Карл Улоф Найман, от когото има четири деца. При смъртта на Астрид Линдгрен Карл отговаря за семейните компании, които контролират правата върху творбите ѝ. Карин допринася с важни знания за всички видове материали, документиращи живота и работата на писателката.
През 1941 г. семейството на писателката се установява в апартамент на улица „Долаготан“ 46 в Стокхолм, който съществува и до днес. Въпреки че е домакиня, тя изпраща написани от нея разкази и приказки на вестници и списания като Landsbygdens Jul и Stockholms-Tidningen. Продължава да помага на съпруга си при нужда, например като редактира различни публикации или помага като секретарка на големи автомобилни събития.
По време на Втората световна война е инспектор на разузнавателната служба в отдела за цензуриране на писма – работа, която самата тя нарича „мизерна“.

### Творчество
През 1941 г. дъщеря ѝ Карин се разболява от пневмония и всяка вечер майка ѝ сяда до леглото ѝ и ѝ разказва истории и приказки. Случва се така, че една вечер Карин я пита за историята на Пипи Дългото чорапче – име, което тя измисля на място: предвид странността на името, Линдгрен решава, че историята на малкото момиче също трябва да е изключително необичайна. Карин харесва първата история на Пипи толкова много, че винаги иска още и през следващите години Пипи става главната героиня в домашните приказки на Линдгрен. През 1944 г., поради падане върху лед, Линдгрен изкълчва глезена си и е прикована към легло; в онези дни тя стенографира разказите за Пипи и открива, че писането е толкова забавно, колкото и четенето. Впоследствие тя преписва Пипи в ръкопис, който илюстрира и подарява на дъщеря си за десетия ѝ рожден ден.
Книгата „Пипи Дългото чорапче“ (на шведски: Pippi Långstrump) е публикувана през 1945 г. от изд. „Рабен и Сьогрен“. Впоследствие са издадени и други романи за Пипи – „Пипи се качва на борда“, „Пипи в южните морета“, и „Пипи след коледното тържество“.
Между 1946 и 1970 г. писателката работи като редакторка на поредица за деца в издателство „Рабен и Сьогрен“. Съпругът ѝ Стуре умира през 1952 г.
Тя е известна и с подкрепата за правата на детето и животните, както и със съпротивата срещу телесните наказания за деца. Построява един от най-големите детски медицински центрове в Северна Европа, който днес носи името ѝ. През 1988 г. води кампания за хуманно отношение към домашните животни и е приет Закон за защита на домашните животни.
Книгите ѝ са преведени на повече от 70 езика, от арабски до зулу. „Пипи Дългото чорапче“, „Емил от Льонеберя“ и „Роня, дъщерята на разбойника“ са най-известните ѝ творби, но Астрид Линдгрен е авторка на повече от 115 други истории, включително детективски истории, приключенски истории, фентъзи и творби за шведската телевизия и кино. Тематичен парк в родния ѝ град Вимербю, „Светът на Астрид Линдгрен“, е посветен на нейните герои.
Със своите независими, енергични и неконвенционални герои като Емил, Пипи и Карлсон, Линдгрен разбива клишетата в детската литература. За шведите тя е национална героиня. Удостоена е с множество награди за творчеството си, включително наградата „Ханс Кристиан Андерсен“ през 1958 г., наградата „Луис Карол“ през 1973 г. за „Пипи Дългото чорапче“, Международната награда за книга на ЮНЕСКО през 1993 г. и наградата за правилен начин на живот (известна още като „Алтернативна Нобелова награда“), през 1994 г., както и с множество други отличия и почетни степени от множество университети. През 1997 г. е обявена за Шведска личност на годината.

### Влияние върху общественото мнение
Астрид Линдгрен е един от най-важните творци на мнение в Швеция. През целия си живот се противопоставя на несправедливостта и потисничеството. Нейният ангажимент по въпросите на правата на децата се формира отрано.
През 1969 г. губи обичния си баща и му посвещава последната книга за Емил от Льонеберя.
През 1970 г. животът ѝ навлиза в нова фаза. Тя се оттегля от работата си в изд. „Рабен и Сьогрен“.
През есента на 1973 г. излиза „Братята с лъвски сърца“ – приключенски роман и романтична, вечна история за борбата между доброто и злото, за смелостта и страха, любовта и смъртта. Книгата е критикувана от радикални леви критици, че не е политическа или че е политически опростена. Според тях историята не е реалистична и не обяснява структурните причини за злото и потисничеството. Освен това порасналите читатели са разтърсени от директното описание на смъртта, особено в края на романа.
През 1974 г. писателката губи любимия си брат Гунар, както и трима близки приятели. Тя я нарича „годината на смъртта“.
През 1976 г. е публикувана една от най-политическите ѝ книги – „Марди на помощ“. През очите на привилигированото момиче Марди книгата изобразява социални несправедливости, класови различия и потисничество.
През 1976 г. в Швеция избухва скандал, когато се разгласява, че пределната данъчна ставка на Линдгрен се е повишила до 102%. Това трябва да бъде известно като „Ефект на Помперипоса“ по нейния разказ Pomperipossa in Monismania, публикуван във в. „Експресен“ на 3 март 1976 г., атакуващ правителството и неговите данъчни политики. Това е сатирична алегория в отговор на пределната данъчна ставка, наложена на Линдгрен през 1976 г., която изисква самостоятелно заетите лица да плащат както редовен данък върху общия доход, така и удръжки на работодателите. В бурен данъчен дебат тя привлича критики от социалдемократите и други. Отговаря, като повдига въпроса за липсата на жени, ангажирани в кампанията на социалдемократите. В последвалия дебат Астрид също формулира своята критика срещу диктаторската власт, която според много хора бива упражнявана от управляващата партия. На общите избори през тази година правителството на социалдемократите е отстранено за първи път от 44 години и дебатът за данъците на Линдгрен е един от няколкото противоречия, опринесли за резултата. Друг спор включва прощалното писмо на Ингмар Бергман до Швеция, след като срещу нея са повдигнати обвинения в укриване на данъци. Въпреки това Линдгрен остава социалдемократ до края на живота си.
Непрекъсната и последователна нишка минава през цялото творчество и живот на Астрид Линдгрен: борбата за правото на всяко дете на любов и безопасност. През 1978 г., когато получава Наградата за мир на немските книгоразпространители, Линдгрен говори срещу телесното наказание на деца в реч, озаглавена Никога насилие! След това тя се обединява с учени, журналисти и политици, за да насърчи възпитанието без насилие. През 1979 г. в Швеция е въведен закон, забраняващ насилието над деца в отговор на нейните искания. Дотогава такъв закон няма никъде по света.
През 1980 г. е време за референдума за ядрената енергия в Швеция. Астрид Линдгрен е дълбоко ангажирана с проблема и става един от най-известните поддръжници на предложението, което се опитва да спре използването на ядрена енергия, да затвори електроцентралите и да забрани добива на уран. По същото време тя пише своя последен голям роман – „Роня, дъщерята на разбойника“, публикуван през 1981 г. Централната му тема – връзката на хората с природата, става нейната последна голяма битка: борба за благосъстоянието на домашните любимци в Швеция и за опазването на зелените площи в страната. Кампанията за хуманно отношение към животните продължава между 80-те и 90-те години и Астрид Линдгрен става сила, с която трябва да се съобразяват в движението за защита на околната среда.
От 1985 до 1989 г. Линдгрен, заедно с ветеринарната лекарка Кристина Форслунд, пише статии относно защитата на животните и масовото производство в шведските вестници „Експресен“ и Dagens Nyheter. Те искат да стартират кампания за повишаване на осведомеността, за да насърчат по-добро отношение към животните във фабричното земеделие. В крайна сметка техните дейности водят до нов закон, наречен Lex Lindgren, представен на Линдгрен на нейния 80-ти рожден ден. През това време това е най-строгият закон относно хуманното отношение към животните в света. Линдгрен и Форслунд обаче не са доволни от това. Не е направено достатъчно и настъпват само незначителни промени. Статиите, написани от двете, по-късно са публикувани в книгата Min ko vill ha roligt („Кравата ми иска да се забавлява“).
Линдгрен е добре известна както с подкрепата си за правата на децата и на животните, така и с противопоставянето си на телесното наказание и ЕС. През 1994 г. тя получава наградата Right Livelihood Award „за нейния ангажимент към справедливостта, ненасилието и разбирането на малцинствата, както и нейната любов и грижа към природата“. Тя е член на насърчаващата свободата на словото, антиимпериалистическа организация Folket i Bild/Kulturfront.

### Последни години и смърт
С възрастта зрението и слухът на Астрид Линдгрен намаляват, но тя все още поддържа високо темпо до 90-те си години. С помощта на слухов апарат, очила, лупа и на секретарката си Керстин Квинт отговаря на писма, поддържа нещата си в ред и продължава борбата си за по-екологично общество. Пише статии за вестник „Експресен“ и за списание „Ланд“.
През декември 1991 г. губи най-добрата си приятелка от детството Ан-Мари Фрис, по прякор „Мадикен“ – име, използвано за един от нейните главни герои.
Последният ѝ голям творчески проект е „Влакът на историите“ в Юнибакен в Стокхолм. През 1994 г. тя и илюстраторката Марит Торнквист започват да работят по написването на сценария и пресъздаването на декорите от книгите ѝ. На 8 юни 1996 г. той най-накрая отваря врати за обществеността.
През 1995 г. писателката присъства на началото на строителството на Детската болница „Астрид Линдгрен“ в университетската болница „Каролинска“. Тя изнася реч, в която сравнява старомодните авторитарни детски отделения с тези на новата детска болница. Тук децата и тяхното благосъстояние ще са водещият принцип както за грижите, така и за дизайна на болницата, а уважението към тях ще бъде централен фокус. Това е нейното желание, когато се съгласява да даде името си на новата болница.
През 1998 г. умира сестра ѝ Ингегерд, а Астрид навършва 90 години. Това е отпразнувано без нейното присъствие много тържествено в родния ѝ град Вимербю в присъствието на министър-председателя на Швеция. Той два чек от 7,5 милиона шведски крони, предназначени за новата Астрид Линдгрен къща в града. По случай рождения ѝ ден стокхолмската пощенска служба доставя до дома ѝ четиринадесет торби с поща от всички краища на света.
През декември 1997 г. на официален правителствен обяд тя се среща с Борис Елцин, първият демократично избран президент на Русия.
На 91-годишна възраст Астрид Линдгрен получава инсулт и за нея става все по-трудно да се движи и да участва в обществени събития. Секретарката ѝ я посещава няколко дни в седмицата и ѝ помага с всичките писма, на които трябва да отговори или които трябва да прочете.
Писателката умира в дома си в Стокхолм на 28 януари 2002 г. на 94-годишна възраст. С нея е дъщеря ѝ Карин. На 8 март, Международния ден на жената, Астрид Линдгрен получава държавно погребение. Ковчегът ѝ пътува с кон и карета през Стокхолм и в задната част на погребалния кортеж върви бял неоседлан жребец. Улиците на Стокхолм са изпълнени със стотици хиляди хора, които следват последното ѝ пътуване към църквата Storkyrkan в Стария град.
Шведското правителство учредява Възпоменателната награда „Астрид Линдгрен“ за детска и младежка литература. Наградата, която се присъжда, е 5 млн. шведски крони.

## Избрана библиография
Уточнение: повечето от книгите на български с повтарящи се в творчеството на Линдгрен герои (например Пипи, Карлсон, Емил) са компилация от по две и повече от оригиналните издания.

### Самостоятелни романи
- Britt-Mari lättar sitt hjärta (1944)
Дневникът на Брит-Мари, изд.: ИК „Пан“, София (2011), прев. Ваня Пенева
- Kerstin och jag (1945)
Керстин и аз, изд.: ИК „Пан“ (2011), прев. Ваня Пенева
- Mio, min Mio (1954) 
Мили мой Мио, изд.: ИК „Отечество“, София (1989), Сампо (1998), ИК „Пан“ (2001), прев. Антоанета Приматарова-Милчева
- Bröderna Lejonhjärta (1973)
Братята с лъвски сърца, изд.: „Народна младеж“, София (1979), „Младеж“ (1996), „Сампо“ (1999), прев. Вера Ганчева
- Ronja, rövardotter (1981)
Роня, дъщерята на разбойника, изд.: „Народна младеж“, София (1986), Младеж“ (1995), ИК „Пан“ (2001), прев. Светла Стоилова

### Серия „Пипи Дългото чорапче“ (Pippi Långstrump)
1. Pippi Långstrump (1945)
2. Pippi Långstrump går ombord (1946)
3. Pippi Långstrump i Söderhavet (1948)

- Boken om Pippi Långstrump (1952) – сборник
Пипи Дългото чорапче, изд.: „Народна младеж“, София (1968 – 1985), „Сампо“ (1991 – 2000), ИК „Пан“ (2002, 2013), ИК „Труд“, (2006), прев. Вера Ганчева

#### Книжки с картинки към серията
- Känner du Pippi Långstrump (1947)
- Pippi flyttar in (1969)
- Pippi ordnar allt (1969)
- Pippi är starkast i världen (1970)
- Pippi håller kalas 1970)
- På rymmen med Peppi Långstrump (1971)
- Pippi vill inte bli stor (1971)
- Pippi går till sjöss (1971)
- Pippi Långstrump har julgransplundring (1979)
Пипи Дългото чорапче организира похищение на Коледна елха, изд.: ИК „Пан“ (2002 – 2011), прев. Светла Стоилова
- Pippi Långstrump i humlegården (2000)

### Серия „Кале Бломквист“ (Kalle Blomkvist)
1. Mästerdetektiven Blomkvist (1946)
Кале детектива, изд.: „Сампо“ (1998), прев. Теодора Давидова
2. Mästerdetektiven Blomkvist lever farligt (1951)
Кале Бломквист живее опасно, изд.: ИК „Пан“ (2011), прев. Десислава Лазарова
3. Kalle Blomkvist och Rasmus (1953)
Кале Бломквист по следите на отвлечените, изд.: ИК „Пан“, София (2011), прев. Десислава Лазарова

### Серия „Децата от Шумотевица“ (Melukylän lapset)
1. Alla vi barn i Bullerbyn (1946)
2. Mera om oss barn i Bullerbyn (1949)
3. Bara roligt i Bullerbyn (1952)

- Bullerbyboken (1961) – сборник
Ние, децата от Шумотевица, изд.: „Семпо“ (1998 – 1999), ИК „Пан“, София (2002), прев. Теодора Джебарова

#### Книжки с картинки към серията
- Jul i Bullerby (1963)
- Barnens dag i Bullerbyn (1966)
- Vår i Bullerbyn (1965)

### Серия „Кати“ (Kati)
1. Kati i Amerika (1950)
Кати в Америка, изд.: ИК „Пан“ (2011), прев. Десислава Лазарова
2. Kati i Italien (1952) – издадена и като „Kati på Kaptensgatan“ 
Кати в Италия, изд.: ИК „Пан“ (2002), прев. Десислава Лазарова
3. Kati i Paris (1954)
Кати в Париж, изд.: ИК „Пан“ (2003), прев. Теодора Константинова

### Серия „Карлсон“ (Karlsson)
1. Lillebror och Karlsson på taket (1955)
Дребосъчето и Карлсон, който живее на покрива, изд.: „Народна младеж“, София (1959), прев. Ран Босилек
Карлсон, който живее на покрива, изд.: „Сампо“ (1995 – 1997), ИК „Пан“ (2001), прев. Ран Босилек
2. Karlsson på taket flyger igen (1962)
Карлсон от покрива отново лети, изд.: „Сампо“ (1992 – 1999), ИК „Пан“ (2001), прев. Вера Ганчева
3. Karlsson på taket smyger igen (1968)
Ето го пак Карлсон от покрива, изд.: „Сампо“ (1998), ИК „Пан“ (2001), прев. Вера Ганчева

- Allt om Karlsson på taket (1985) – сборник
Три повести за Карлсон, изд.: „Народна младеж“ София (1972), ИК „Отечество“ (1979), ИК „Пан“ (2011), прев. Ран Босилек, Вера Ганчева

### Серия „Расмус“ (Rasmus)
1. Rasmus på luffen (1956)
Расмус и скитникът, изд.: „Сампо“ (1999), ИК „Пан“ (2011), прев. Теодора Джебарова
2. Rasmus, Pontus och Toker (1957)
Малките детективи и гълтачът на мечове, изд.: ИК „Пан“ (2011), прев. Мирела Иванова

### Серия „Лота“ (Lotta)
1. Barnen på Bråkmakargatan (1958)
Децата от улица „Тряскаджийска“, изд.: ИК „Пан“ (2013), прев. Теодора Джебарова, Ели Буздрева
2. Lotta på Bråkmakargatan (1961)
Лота се мести от къщи, изд.: ИК „Пан“ (2013), прев. Теодора Джебарова, Ели Буздрева

- Lottas komihågbok (1993) – сборник

#### Книжки с картинки към серията
- Visst kan Lotta cykla (1971)
- Visst kan Lotta nästan allting (1977)
- Visst är Lotta en glad unge (1990)

### Серия „Марики“ (Marikki)
1. Madicken (1960)
Мадикен, изд.: „Семпо“ (1999), ИК „Пан“, София (2003), прев. Даниела Георгиева
2. Madicken och Junibackens Pims (1976)

- Allas vår Madicken (1983) – сборник

#### Книжки с картинки към серията
- Titta, Madicken, det snöar! (1983)
- När Lisbet pillade in en ärta i näsan (1991)
- Jullov är ett bra påhitt, sa Madicken (1993)

### Серия „Емил от Льонеберя“ (Emil i Lönneberga)
1. Emil i Lönneberga (1963)
Емил от Льонеберя – сборник от трите книги, изд.: ИК „Отечество“, София (1980), „Сампо“ (1995 – 2000), Актрон (1996), ИК „Пан“ (2013), прев. Теодора Джебарова
2. Nya hyss av Emil i Lönneberga (1966)
3. Än lever Emil i Lönneberga (1970)

#### Книжки с картинки към серията
- Den där Emil (1972)
- När Emil skulle dra ut Linas tand (1976)
- När lilla Ida skulle göra hyss (1984)
- Emils hyss nr. 325 (1985)
- Inget knussel, sa Emil i Lönneberga (1986)
- Emil med paltsmeten (1995)
- Emil och soppskålen (1997)

### Други
- Nils Karlsson-pyssling (1949)
- 25 bilturer i Sverige (1949)
- Kajsa kavat (1950)
- Kajsa kavat hjälper mormor (1950)
- Jag vill också gå i skolan (1951)
- Jag vill också ha ett syskon (1954)
- Nils Karlsson-pyssling flyttar in (1956)
- Sunnanäng (1959)
- Jul is stallet (1961)
- Vi på Saltkråkan (1964) – „Островът на чайките“, преводач Елена Коцева, 1999
- Jag vill inte gå och lägga mig (1965)
- Skrållan och sjörövarna (1967)
- Alla käräste syster (1973)
- Samuel August från Sevedstorp och Hanna i Hult (1973)
- Sagorna: en samlingsvolym (1980)
- En bunt visor (1981)
- Smålandsk tjurfäktare, och andra berättelser (1982)
- Allas vår Madicken (1983)
- Spelar min lind, sjunger min näktergal (1984)
- Draken med de röda ögonen (1985)
- Skinn Skerping, hemskast av all spöken i Småland (1986)
- Jag vill inte gå och lägga mig (1987)
- Mitt Småland (1987)
- Assar Bubla (1987)
- När bäckhultarn for till stan (1989)
- Min ko vill ha roligt (1990)
- När Adam engelbrekt blev tvärarg (1991)
- I skymningslandet (1994)
- Jul i stallet (2001)

### Документалистика
- Eva möter Noriko-San (1956)
- Korea, ofredens land (1956)
- Sia bor på Kilimandjaro (1958)
- Pjäser för barn och ungdom (1959)
- Mina svenska kusiner (1959)
- Lilibet, cirkusbarn (1960)
- Sötast i världen (1960)
- Marko bor i Jugoslavien (1962)
- Jackie bor i Holland (1963)
- Randi bor i Norge (1965)
- Noy bor i Thailand (1966)
- Matti bor i Finland (1968)
- Mina på hitt (1971)
- Samuel August från Sevedstorp och Hanna i Hult (1975)